# Canton de Gy
Le canton de Gy est un ancien canton français situé dans le département de la Haute-Saône et la région Franche-Comté.

## Géographie
Ce canton est organisé autour de Gy dans l'arrondissement de Vesoul. Son altitude varie de 197 m (Choye) à 432 m (Oiselay-et-Grachaux) pour une altitude moyenne de 249 m.

## Administration

### Conseillers d'arrondissement (de 1833 à 1940)
Le canton de Gy appartenait à l'arrondissement de Gray jusqu'à sa disparition en 1926.
| Période                                  | Période | Identité                   | Étiquette | Qualité |
| ---------------------------------------- | ------- | -------------------------- | --------- | --- |
| 1833                                     | 1848    | Charles Finnot (1786-1874) |           | Notaire royal à Gy                                                                                          |
|                                          |         |                            |           | |
| 1919                                     | 1931    | M. Thary                   |           | Maire de Vellefrey                                                                                          |
| 1931                                     | 1940    | François Drouhet           | Rad.      | Agriculteur, maire de Vellemoz                                                                              |
| 1940                                     |         |                            |           | Les conseils d'arrondissement ont été suspendus par la loi du 12 octobre 1940 et n'ont jamais été réactivés |
| Les données manquantes sont à compléter. |         |                            |           | |

### Conseillers généraux de 1833 à 2015
| Période | Période      | Identité                                              | Étiquette           | Qualité |
| ------- | ------------ | ----------------------------------------------------- | ------------------- | --- |
| 1833    | 1839         | Joseph Pierre Menans (1789-1858)                      |                     | Négociant, maître de forges, maire de Gy                                                                      |
| 1839    | 1848         | César-Emmanuel-Flavien Henrion de Staal de Magnoncour | Centre droit        | Propriétaire-agriculteur Député du Doubs (1834-1842, 1844-1846) Pair de France Ancien maire de Besançon       |
| 1848    | 1852         | François-Xavier Nottet                                |                     | Notaire à Oiselay                                                                                             |
| 1852    | 1871         | Louis Francisque Lélut                                | Majorité dynastique | Médecin à Paris, membre de l'Institut de France Député (1848-1851 et 1852-1863) Maire de Gy                   |
| 1871    | 1880         | François Ferdinand Villequez                          | Droite              | Professeur de droit à la Faculté de Dijon                                                                     |
| 1880    | 1898         | Charles-Antoine Paris                                 | Républicain         | Négociant à Gy                                                                                                |
| 1898    | 1910 (décès) | Rose-Henry Bouveret                                   | Rad.                | Docteur en médecine, maire de Frasne-le-Chateau                                                               |
| 1910    | 1919         | Gaston Prébois (1876-1955)                            | Rad.                | Avocat à Gray                                                                                                 |
| 1919    | 1928         | Léon Démogé                                           |                     | Négociant à Gézier et à Paris                                                                                 |
| 1928    | 1940         | Henri Simonnin                                        | URD                 | Médecin et Maire de Gy Nommé conseiller départemental en 1943                                                 |
|         |              |                                                       |                     | |
| 1945    | 1976         | James Godard (1895-1988)                              | RI puis DVG         | Notaire à Gy                                                                                                  |
| 1976    | 1982         | Paul Cheviet                                          | PS                  | Agriculteur, Président du CDJA Maire de Bucey-lès-Gy (1971-1995)                                              |
| 1982    | 1988         | Christian Jalet                                       | RPR                 | Vétérinaire à Gy                                                                                              |
| 1988    | 2015         | Paul Cheviet                                          | DVG                 | Agriculteur, maire de Bucey-lès-Gy (1975-2001) Ancien Président de la Communauté de Communes du Pays Graylois |

## Composition
| Fresne Scey Dampierre Champlitte Champagney Faucogney Lux St-Sauveur Mélisey Rioz Marnay Gy Autrey Gray Montbozon Saulx Port-s-Saône Combeauf. Vitrey Jussey Vauvillers St-Loup Amance Lure-Nord Lure-Sud Villersexel V.E. V.O. Noroy H.O. H.E. Pesmes |

Le canton de Gy groupe 20 communes et compte 4 403 habitants (recensement de 1999 sans doubles comptes).
| Nom                                 | Code Insee | Intercommunalité     | Population (dernière pop. légale) |
| ----------------------------------- | ---------- | -------------------- | --------------------------------- |
| Gy (chef-lieu)                      | 70282      | CC des Monts de Gy   | 1 090 (2014)                      |
| Autoreille                          | 70039      | CC des Monts de Gy   | 311 (2014)                        |
| Bonnevent-Velloreille               | 70076      | CC du Pays Riolais   | 348 (2014)                        |
| Bucey-lès-Gy                        | 70104      | CC des Monts de Gy   | 620 (2014)                        |
| La Chapelle-Saint-Quillain          | 70129      | CC des Monts de Gy   | 140 (2014)                        |
| Choye                               | 70152      | CC des Monts de Gy   | 435 (2014)                        |
| Citey                               | 70156      | CC des Monts de Gy   | 102 (2014)                        |
| Étrelles-et-la-Montbleuse           | 70222      | CC des Monts de Gy   | 84 (2014)                         |
| Frasne-le-Château                   | 70253      | CC des Monts de Gy   | 281 (2014)                        |
| Gézier-et-Fontenelay                | 70268      | CC du val marnaysien | 196 (2014)                        |
| Montboillon                         | 70356      | CC du Pays Riolais   | 250 (2014)                        |
| Villers-Chemin-et-Mont-lès-Étrelles | 70366      | CC des Monts de Gy   | 120 (2014)                        |
| Oiselay-et-Grachaux                 | 70393      | CC du Pays Riolais   | 422 (2014)                        |
| Vantoux-et-Longevelle               | 70521      | CC des Monts de Gy   | 166 (2014)                        |
| Vaux-le-Moncelot                    | 70527      | CC des Monts de Gy   | 76 (2014)                         |
| Velleclaire                         | 70531      | CC des Monts de Gy   | 110 (2014)                        |
| Vellefrey-et-Vellefrange            | 70533      | CC des Monts de Gy   | 119 (2014)                        |
| Vellemoz                            | 70538      | CC des Monts de Gy   | 80 (2014)                         |
| Velloreille-lès-Choye               | 70540      | CC des Monts de Gy   | 77 (2014)                         |
| Villefrancon                        | 70557      | CC des Monts de Gy   | 137 (2014)                        |

## Démographie
| 1962  | 1968  | 1975  | 1982  | 1990  | 1999  | 2006  | 2011  | 2012  |
| ----- | ----- | ----- | ----- | ----- | ----- | ----- | ----- | ----- |
| 4 372 | 4 156 | 4 039 | 4 048 | 4 130 | 4 403 | 4 818 | 5 095 | 5 119 |